# Les Planches-en-Montagne
Les Planches-en-Montagne település Franciaországban, Jura megyében. Lakosainak száma 156 fő (2022. január 1.). Les Planches-en-Montagne Crans, Fort-du-Plasne, Les Chalesmes, Chaux-des-Crotenay, Entre-deux-Monts, Foncine-le-Bas, Foncine-le-Haut és Syam községekkel határos.

## Népesség
A település népességének változása:
| Lakosok száma | 156  | 159  | 145  | 143  | 160  | 165  | 164  | 161  | 159  | 156  |
|               | 1968 | 1982 | 1990 | 2006 | 2013 | 2015 | 2017 | 2019 | 2020 | 2022 |